# Huaxtécatl Uno
Huaxtécatl Uno är en ort i Mexiko.   Den ligger i kommunen Zongolica och delstaten Veracruz, i den sydöstra delen av landet, 250 km öster om huvudstaden Mexico City. Huaxtécatl Uno ligger 860 meter över havet och antalet invånare är 226.
Terrängen runt Huaxtécatl Uno är kuperad åt sydväst, men åt nordost är den bergig. Runt Huaxtécatl Uno är det ganska tätbefolkat, med 222 invånare per kvadratkilometer. Närmaste större samhälle är Córdoba, 19,2 km norr om Huaxtécatl Uno. I omgivningarna runt Huaxtécatl Uno växer i huvudsak städsegrön lövskog.